# Jack Hively
Jack Hively (Denver, 5 de setembre de 1910 - Hollywood, 19 de desembre de 1995) va ser un muntador i director de cinema i televisió estatunidenc, la carrera del qual va durar des dels anys 30 fins als 80. El seu pare i el seu germà també foren muntadors de cinema. Va començar com a muntador, abans de passar a dirigir llargmetratges.

## Vida i carrera
Hively formava part d'una família teatral, el seu pare, George Hively, era un muntador nominat per l'Acadèmia (per a la pel·lícula de 1935, El delator), i el seu germà, George Hively Jr., era muntador de cinema i televisió. La seva mare era Georgenia Margaret Hively (de soltera Steele).
Hively va començar la seva carrera a la indústria cinematogràfica com a muntador a RKO l'any 1933, treballant com a assistent de muntatge a la pel·lícula de Richard Dix, No Marriage Ties. L'any següent va passar a ser muntador , treballant en pel·lícules com Success at Any Price i Where Sinners Meet. Altres pel·lícules notables que Hively va treballar inclouen: Annie Oakley (1935), protagonitzada per Barbara Stanwyck ; la comèdia de 1936 Smartest Girl in Town, protagonitzada per Gene Raymond i Ann Sothern; The Man Who Found Himself (1937), que va suposar el debut protagonista de Joan Fontaine ; La comèdia de 1938 de Garson Kanin, Next Time I Marry, protagonitzada per Lucille Ball i James Ellison; i la segona entrega de la franquícia "El Sant", The Saint Strikes Back de 1939, que va marcar la primera vegada que George Sanders va aparèixer en el paper. Després del seu treball a El Sant, Hively tindria l'oportunitat de dirigir les seves pròpies pel·lícules, començant amb They Made Her a Spy de 1939.
El 1940, alguns el consideraven un dels millors directors de Hollywood. Entre 1939 i l'esclat de la Segona Guerra Mundial, Hively va dirigir 14 llargmetratges. Després d'haver muntat la segona pel·lícula de la franquícia de El Sant, Hively va dirigir també les tres següents, The Saint Takes Over i The Saint's Double Trouble el 1940, i el 1941 va dirigir el primer llargmetratge que es va rodar a Palm Springs, The Saint in Palm Springs Altres pel·lícules notables que Hively va dirigir durant aquest temps inclouen: una seqüela d' Anne of Green Gables, Anne of Windy Poplars, protagonitzada per Anne Shirley ; la comèdia de 1941 protagonitzada per Gloria Swanson i Adolphe Menjou, Father Takes a Wife ; i la pel·lícula negra de 1942, Street of Chance, protagonitzada per Burgess Meredith i Claire Trevor.
El 1941, Hively va començar a sortir amb l'actriu Dorothy Lovett. Els dos havien planejat casar-se el dia de Nadal de 1941, però l'allistament de Hively al Cos de senyals de l'exèrcit va provocar que aquests plans es retardessin. Mentre entrenava per a l'Army Signal Corps a Wright Field a Dayton, Hively es va casar amb Dorothy Lovett el 17 de març de 1942, dia de Sant Patrici. Hively es va unir al Cos de Senyals de l'Exèrcit a finals de 1941 i va romandre al servei durant la Segona Guerra Mundial, arribant al rang de Major. Va servir al comandament del general MacArthur al Pacific, juntament amb el guionista Jesse Lasky Jr. Abans d'anar al Pacífic, Hively va dirigir pel·lícules d'entrenament. Mentre rodava una d'aquestes pel·lícules d'entrenament a Alaska, How to Operate in Cold Weather, Hively va patir el que alguns relats van anomenar "un cas molt dolent de congelació". Després de la seva baixa, Hively va tornar a la indústria cinematogràfica, aquesta vegada treballant per a Universal Pictures, principalment com a director de segona unitat.
A finals de la dècada de 1940, Hively havia abandonat la indústria del cinema i va dirigir la seva atenció a la televisió. Va treballar amb moderació durant la dècada de 1950, abans de tornar a ser actiu als anys 1960 i 1970. Va treballar regularment en diverses sèries de televisió, com ara Death Valley Days, Lassie i The Life and Times of Grizzly Adams, a més de dirigir diverses pel·lícules de televisió. El seu darrer crèdit com a director va ser una pel·lícula de televisió titulada California Gold Rush.
Hively va morir el 19 de desembre de 1995 a Hollywood, Califòrnia, i va ser enterrat al Forest Lawn Memorial Park a Glendale, Califòrnia.

## Filmografia

### Muntador
- 1934 : Man of Two Worlds
- 1934 : Where Sinners Meet
- 1934 : Success at Any Price
- 1935 : Romance in Manhattan
- 1935 : Strangers All
- 1935 : The Arizonian
- 1935 : His Family Tree
- 1935 : Annie Oakley
- 1936 : Muss 'em Up
- 1936 : Murder on a Bridle Path
- 1936 : Bunker Bean
- 1936 : Grand Jury
- 1936 : Smartest Girl in Town
- 1937 : Criminal Lawyer
- 1937 : Don't Tell the Wife
- 1937 : The Man Who Found Himself
- 1937 : You Can't Buy Luck
- 1937 : Border Cafe
- 1937 : 'The Big Shot
- 1937 : The Life of the Party
- 1937 : There Goes the Groom
- 1937 : Wise Girl
- 1938 : El plaer de viure (Joy of Living)
- 1938 : Blond Cheat
- 1938 : The Affairs of Annabel
- 1938 : A Man to Remember
- 1938 : Next Time I Marry
- 1939 : Un gran home (The Great Man Votes)
- 1939 : The Saint Strikes Back
- 1948 : Movies Are Adventure

### Director
- 1939 : They Made Her a Spy
- 1939 : Panama Lady
- 1939 : The Spellbinder
- 1939 : Three Sons
- 1939 : Two Thoroughbreds
- 1940 : Laddie
- 1940 : The Saint's Double Trouble
- 1940 : The Saint Takes Over
- 1940 : Anne of Windy Poplars
- 1941 : The Saint in Palm Springs
- 1941 : Amor a l'Argentina (They Met in Argentina)
- 1941 : Father Takes a Wife
- 1942 : Four Jacks and a Jill
- 1942 : Street of Chance
- 1945 : Appointment in Tokyo
- 1948 : Are You with It?
- 1948 : Movies Are Adventure